# Nellyville
Nellyville — второй студийный альбом американского рэпера Nelly, выпущен в 2002 году. Включал следующие синглы: «Hot in Herre», «Dilemma», "#1 , «Air Force Ones», «Work It», «Roc The Mic (Remix)» (выпущен неофициально) and «Pimp Juice». Альбом дебютировал на первой строчке всех Billboard чартов с 854 000 проданными экземплярами в первую неделю, и продержался на вершине в течение пяти недель.
Продюсеры: Jason «Jay E» Epperson, Waiel «Wally» Yaghnam, Just Blaze, Da Trackboyz.

## Список композиций
1. «Nellyville» 

2. «Gettin' It Started»

3. «Hot in Herre»

4. «Dem Boyz» (featuring Kyjuan & Murphy Lee)

5. «Oh Nelly» (featuring Murphy Lee)

6. «Pimp Juice»

7. «Air Force Ones» (featuring Ali, Kyjuan & Murphy Lee)

8. «In The Store» 

9. «On The Grind» (featuring King Jacob) 

10. «Dilemma» (featuring Kelly Rowland from Destiny's Child)

11. «Splurge»

12. «Work It» (featuring Джастин Тимберлейк)

13. «Roc the Mic (Remix)» (featuring Freeway, Murphy Lee & Beanie Sigel)

14. «The Gank»

15. «5000» 

16. «#1»

17. «CG 2» (featuring Kyjuan & Murphy Lee)

18. «Say Now» 

19. «Fuck It Then» 

20. «Stick Out Ya Wrist» (featuring Toya) (UK bonus track)